# Mù Cang Chải (huyện)
Mù Cang Chải hay Mù Căng Chải là một huyện miền núi thuộc tỉnh Yên Bái, Việt Nam.

## Địa lý

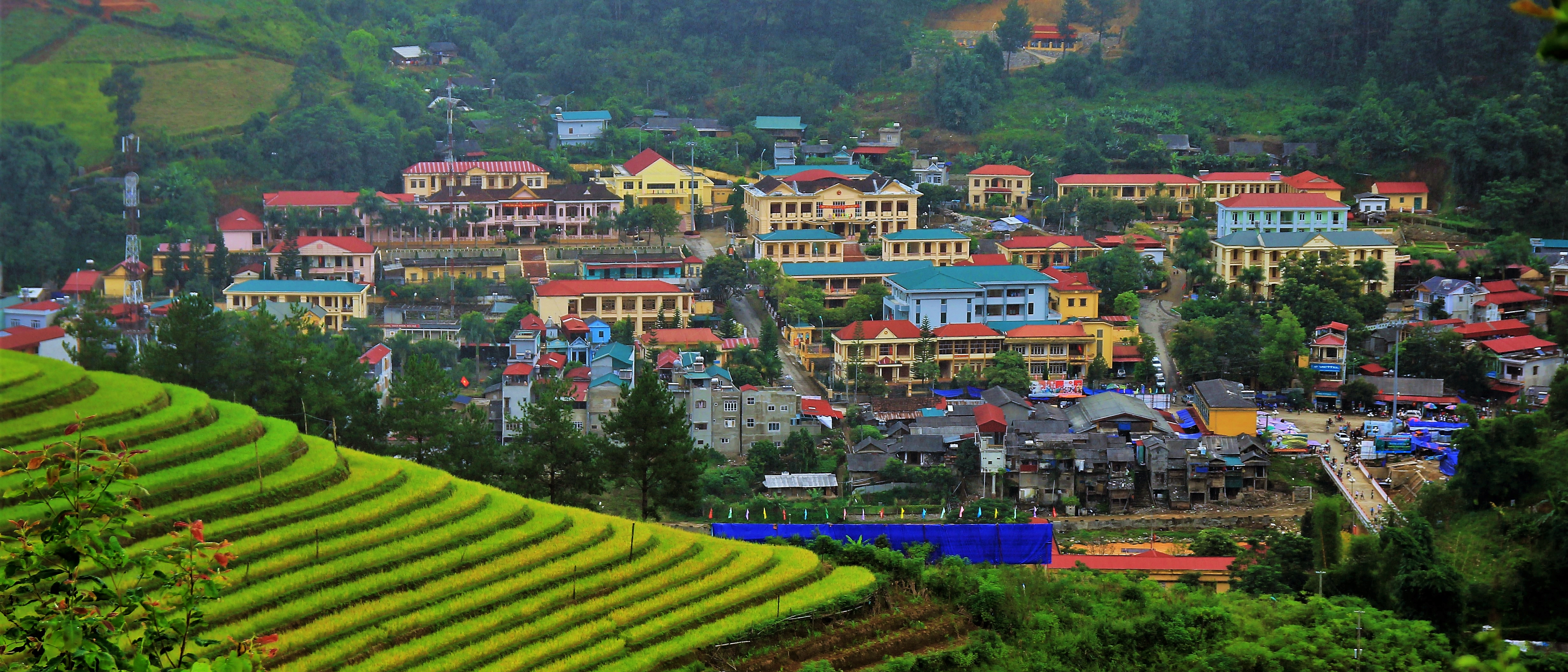
Thị trấn Mù Căng Chải mùa lúa chín

Xã Mù Cang Chải nằm ở phía tây tỉnh Lào Cai, có vị trí địa lý:
- Phía bắc giáp huyện Văn Bàn, tỉnh Lào Cai
- Phía nam giáp huyện Mường La, tỉnh Sơn La
- Phía tây giáp huyện Than Uyên, tỉnh Lai Châu
- Phía đông giáp huyện Văn Chấn và huyện Văn Yên.

Xã Mù Cang Chải có diện tích 1.197,89 km², dân số năm 2019 là 63.961 người, mật độ dân số đạt 53 người/km².
Xã nằm dưới chân của dãy núi Hoàng Liên Sơn, ở độ cao 1.000 m so với mặt biển. Muốn đến được xã Mù Cang Chải phải đi qua đèo Khau Phạ - là một trong Tứ Đại Đèo của vùng Tây Bắc.

## Hành chính
Xã Mù Cang Chải có 14 đơn vị hành chính cấp xã trực thuộc, bao gồm thị trấn Mù Cang Chải và 13 xã: Cao Phạ, Chế Cu Nha, Chế Tạo, Dế Xu Phình, Hồ Bốn, Khao Mang, Kim Nọi, La Pán Tẩn, Lao Chải, Mồ Dề, Nậm Có, Nậm Khắt, Púng Luông.

## Lịch sử
Thời nhà Lý, Mù Cang Chải thuộc châu Đăng.
Thời Hậu Lê, Mù Cang Chải thuộc châu Chiêu Tấn, phủ An Tây trong Thừa Tuyên Hưng Hóa.
Năm 1900, thực dân Pháp thành lập tỉnh Yên Bái, đơn vị hành chính Mù Cang Chải gồm: 
- Kim Nọi thuộc Châu Than Uyên
- Một phần tổng Sơn A thuộc huyện Văn Chấn
- Một phần thuộc tổng Nghĩa Lộ (khi đó thuộc Sơn La).

Năm 1909, tổng Nghĩa Lộ được nhập vào tỉnh Yên Bái.
Ngày 7 tháng 5 năm 1955, Chính phủ thành lập Khu tự trị Thái - Mèo (sau đổi tên là khu tự trị Tây Bắc).
Ngày 18 tháng 10 năm 1955, Thủ tướng Chính phủ ban hành Nghị định số 606-TTg lập Châu Mù Cang Chải trong khu tự trị Thái - Mèo. Châu Mù Cang Chải gồm 13 xã của 3 châu Than Uyên, Văn Chấn, Mường La: 
- Châu Than Uyên: Hồ Bốn, Khao Mang, Lao Chải, Chế Tạo, Mồ Dề, Kim Nọi, Chế Cù Nha, La Pán Tẩn, Dế Xu Phình, Púng Luông
- Châu Văn Chấn: Cao Phạ
- Châu Mường La: Nậm Khắt, Nậm Có.

Ngày 12 tháng 1 năm 1959, Ủy ban hành chính khu tự trị Thái - Mèo ra quyết định số 11/QĐTC chia xã Cao Phạ thuộc châu Mù Cang Chải thành 2 xã: Cao Phạ và Nậm Có, đồng thời, xã Hiếu Trai đổi tên là xã Chế Tạo.
Tháng 10 năm 1962, Trung ương Đảng và Quốc hội đã quyết định thành lập các tỉnh ở khu Tây Bắc trực thuộc Trung ương:
- Các Châu trong khu tự trị đổi thành các huyện trực thuộc các tỉnh
- Châu Mù Cang Chải trở thành một huyện của tỉnh Nghĩa Lộ
- Châu ủy Mù Cang Chải đổi thành Huyện ủy Mù Cang Chải.

Tháng 12 năm 1975, Tại kỳ họp thứ 2 Quốc hội khóa V đã ra Nghị quyết hợp nhất một số tỉnh gồm các tỉnh Yên Bái, Lào Cai và Nghĩa Lộ (trừ huyện Bắc Yên và huyện Phù Yên của tỉnh Nghĩa Lộ) thành tỉnh Hoàng Liên Sơn (chính thức đi vào hoạt động từ ngày 16/2/1976). Huyện Mù Cang Chải thuộc tỉnh Hoàng Liên Sơn.
Từ ngày 27 tháng 7 đến ngày 12 tháng 8 năm 1991, Kỳ họp thứ 9 Quốc hội khóa VIII ban hành Nghị quyết chia tỉnh Hoàng Liên Sơn thành 2 tỉnh Lào Cai và Yên Bái. Huyện Mù Cang Chải thuộc tỉnh Yên Bái.
Ngày 9 tháng 5 năm 1998, Chính phủ ban hành Nghị định 27/1998/NĐ-CP về việc thành lập thị trấn Mù Cang Chải (thị trấn huyện lỵ huyện Mù Cang Chải) trên cơ sở 407 ha diện tích tự nhiên và 1.132 nhân khẩu của xã Mồ Dề; 335 ha diện tích tự nhiên và 905 nhân khẩu của xã Kim Nọi.
Huyện Mù Cang Chải có 1 thị trấn và 13 xã như hiện nay.

## Du lịch

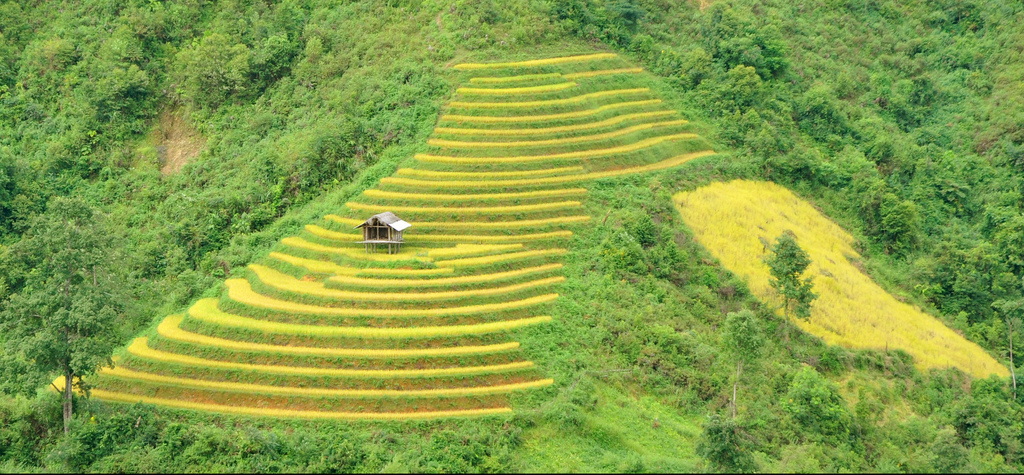
Ruộng bậc thang La Pán Tẩn

Các thửa ruộng bậc thang ở ba xã La Pán Tẩn, Chế Cu Nha và Dế Xu Phình đã được Bộ Văn hoá, Thể thao và Du lịch Việt Nam xếp hạng là danh thắng quốc gia.
Hiện tỉnh Yên Bái đã và đang tổ chức lễ hội ruộng bậc thang Mù Cang Chải hàng năm vào tháng 9 để thu hút nhiều hơn sự quan tâm của du khách hướng về một miền đất còn rất nghèo nàn, hoang sơ nhưng lại rất giàu có về vẻ đẹp của thiên nhiên qua những thửa ruộng bậc thang mà vẻ đẹp của nó và tiềm năng còn đang bỏ ngỏ.

## Hình ảnh

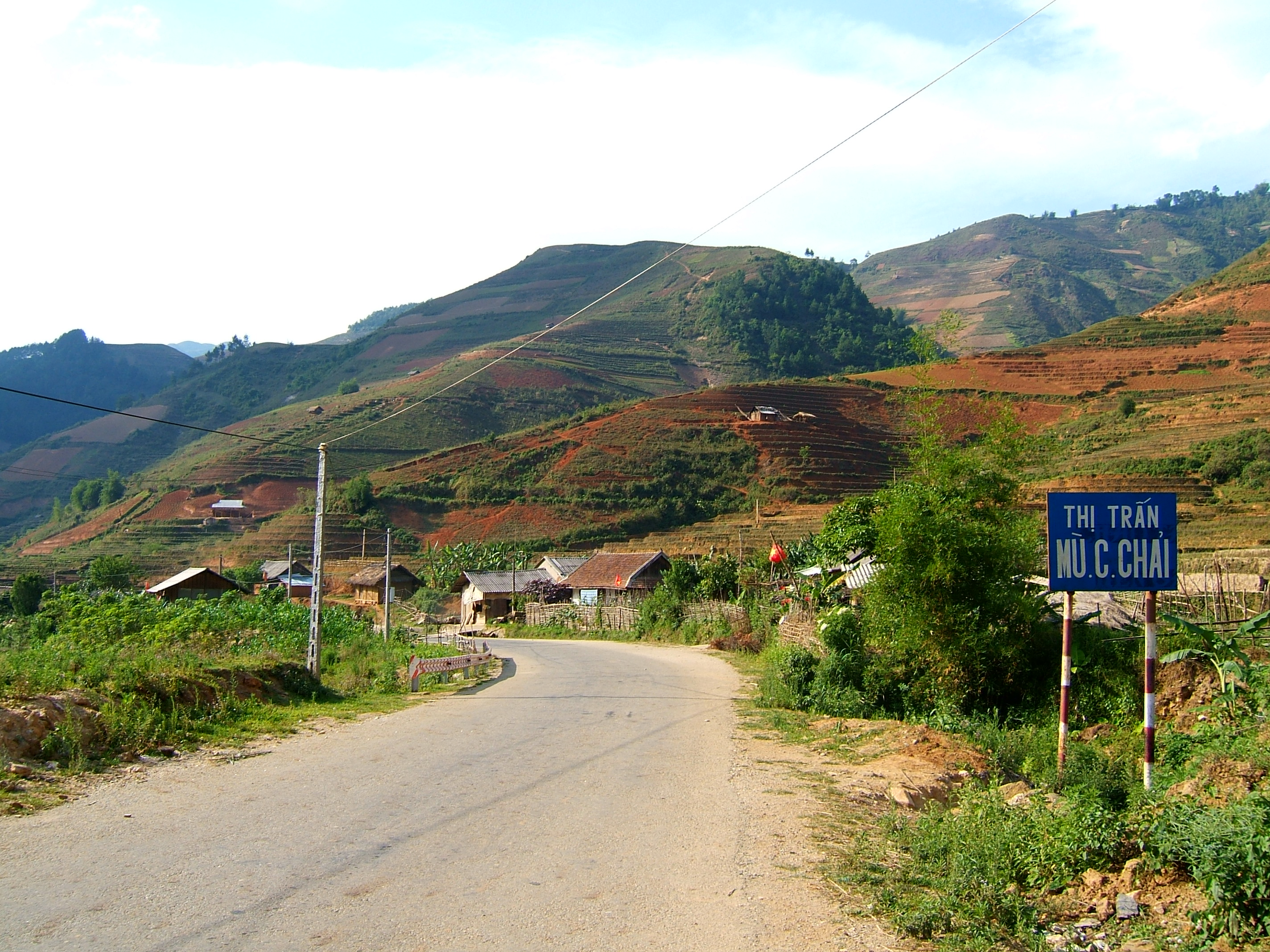
Đường vào thị trấn Mù Cang Chải
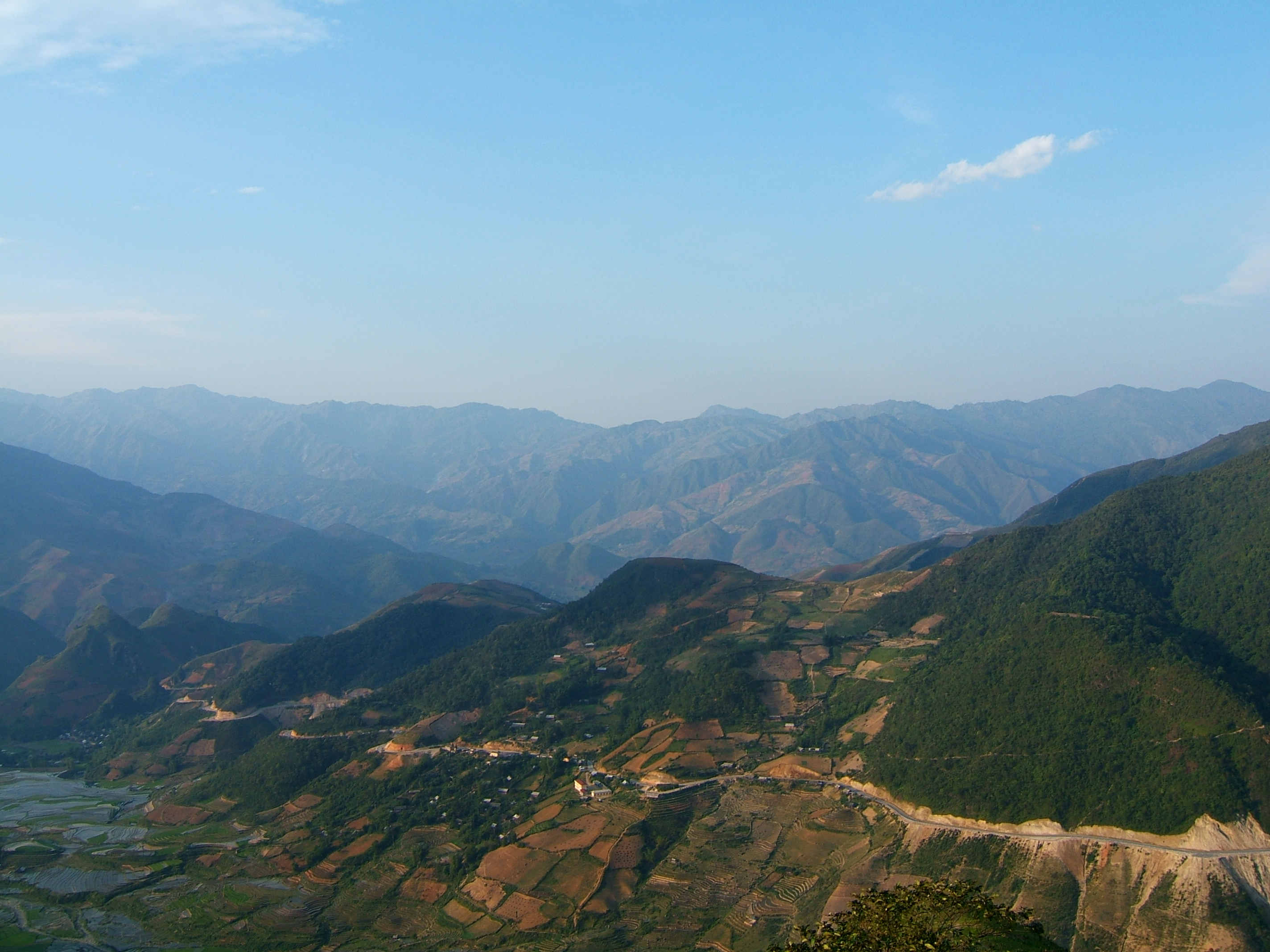
Đèo Khau Phạ trên quốc lộ 32 qua Mù Cang Chải
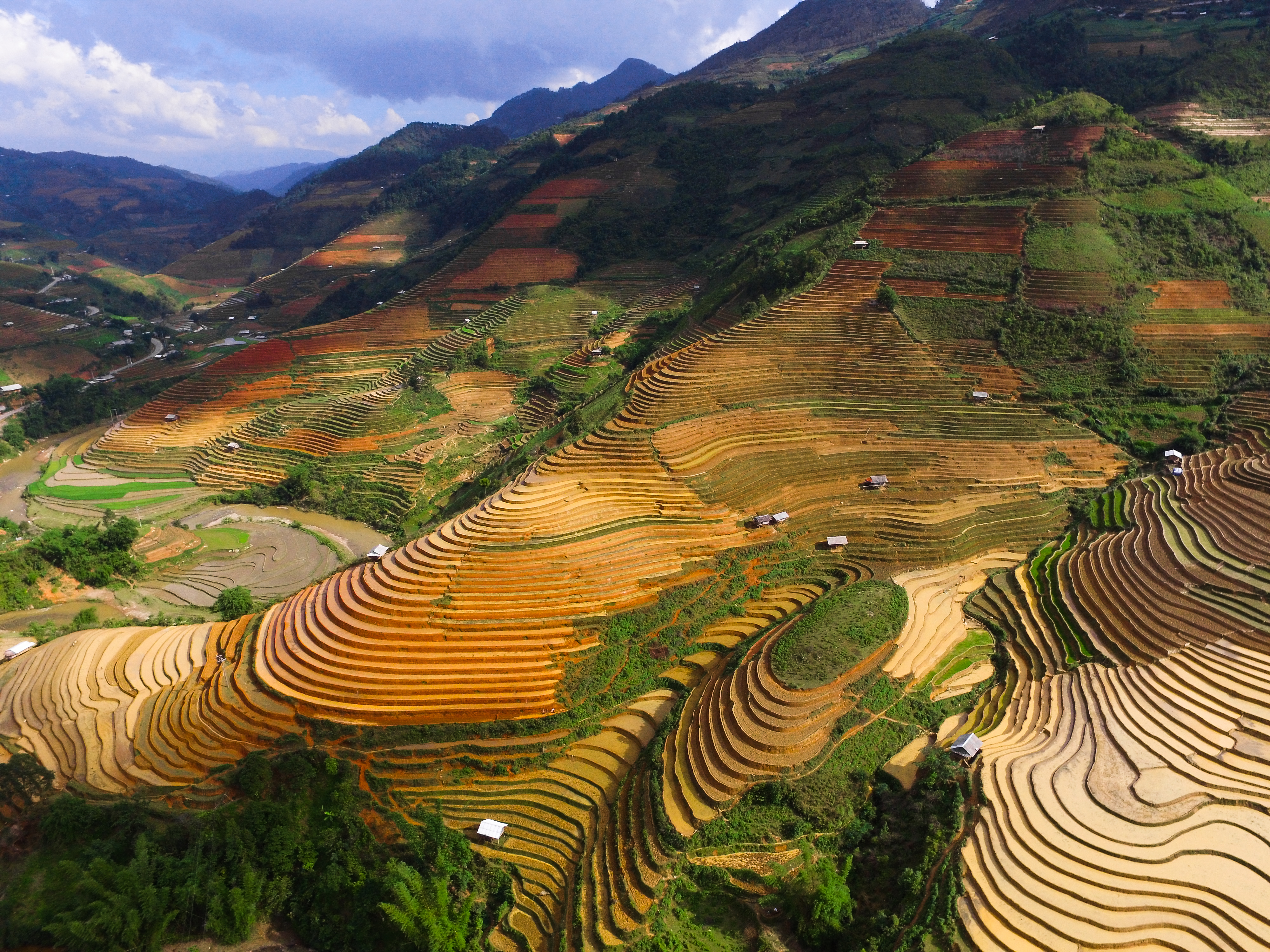
Ruộng bậc thang Chế Cu Nha
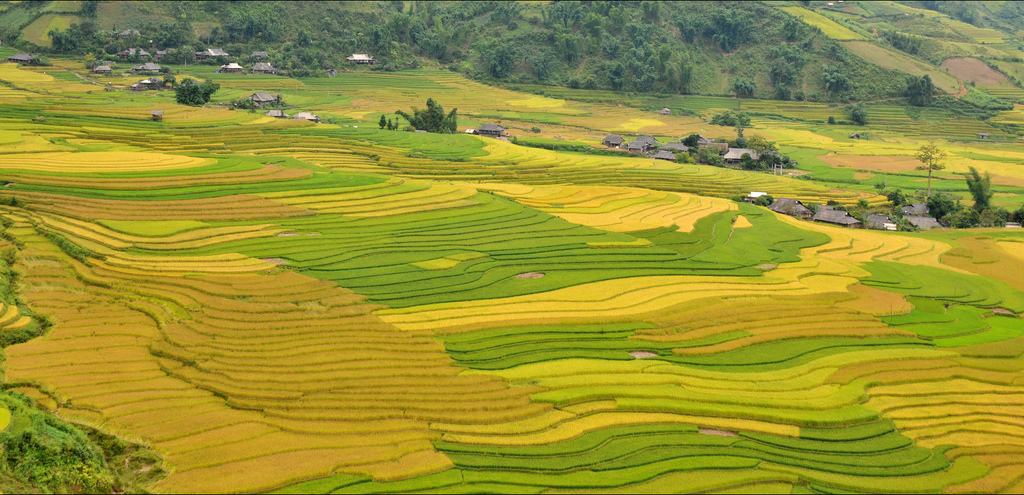
Ruộng bậc thang Lìm Mông
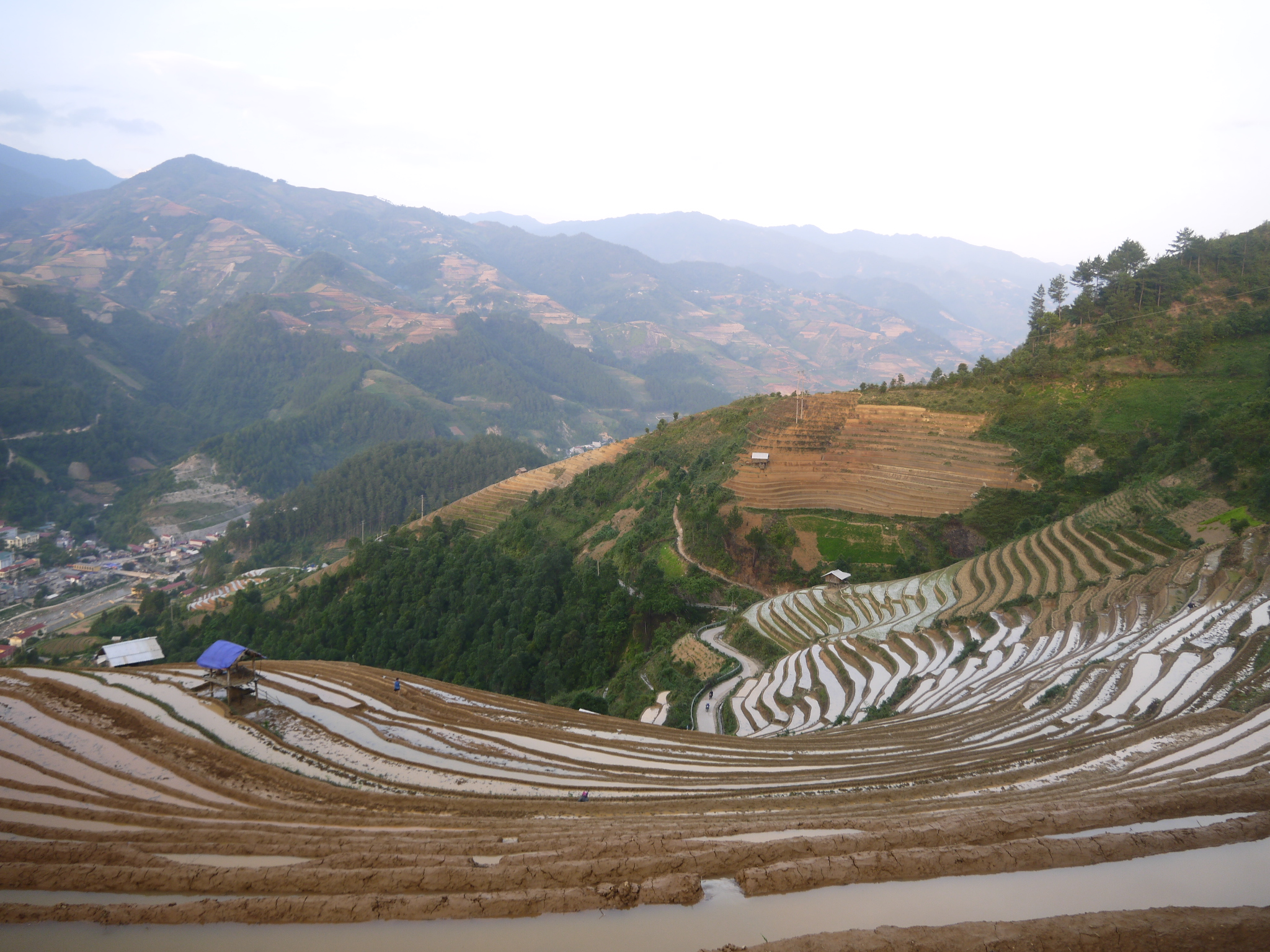
Ruộng bậc thang Dế Xu Phình
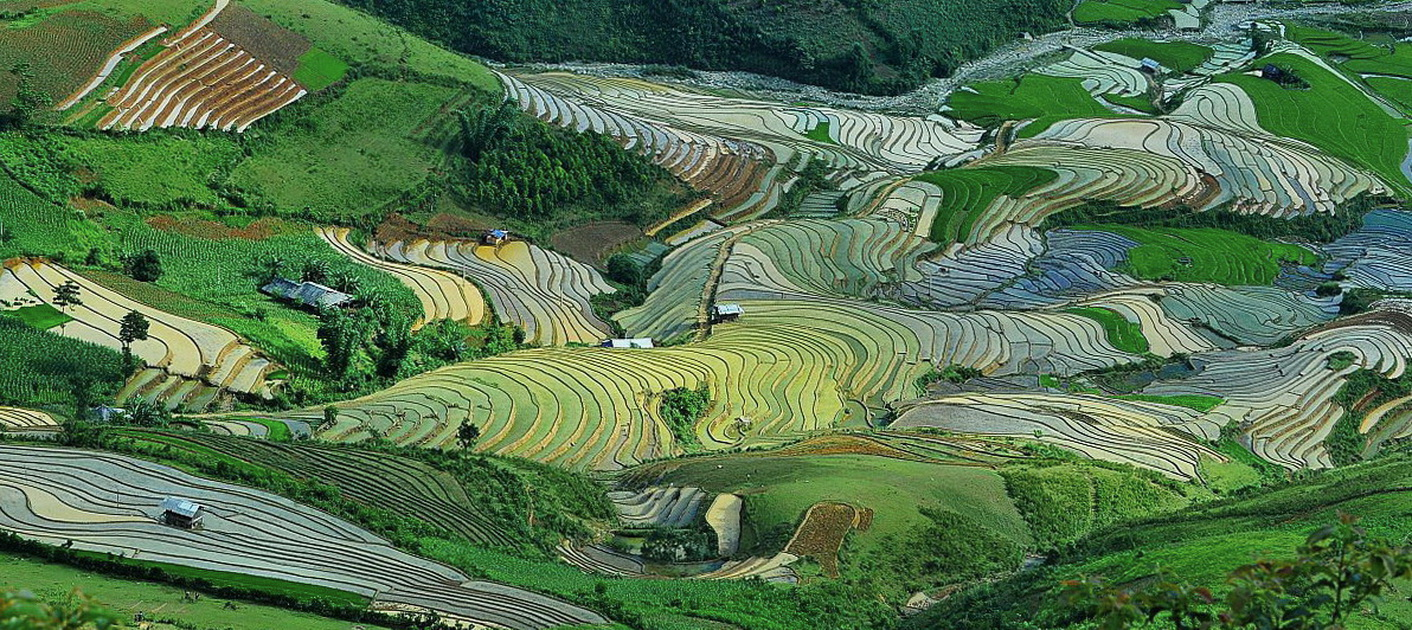
Cao Phạ